# 흑인 경제권 강화 제도
흑인 경제력 강화 제도(Black Economic Empowerment)는 흑인 우대 정책이라고도 하며 남아프리카 공화국에서 1994년까지 실시 되었던 아파르트헤이트으로 인해 벌어진 인종간의 빈부격차와 경제적 불평등을 해결하기 위해 아프리카민족회의에서 처음 실시한 적극적 우대조치다. 남아프리카 공화국에서 2003년부터 실시된 이 정책은 2007년부터 포괄적 흑인경제육성법(B-BBEE:Broad-Based Black Economic Empowerment)로 수정되어 실시되고 있다. 국가는 기업의 소유, 관리 및 제어, 피고용인의 평등, 개발 기술, 우선적 구매, 기업 개발, 사회 경제적 개발, 중소기업 규제 등 나라의 자산과 기회의 재분배에 직접 개입하여 흑인의 경제적 참여권을 보장한다. 정부는 흑인 경제권 강화 제도에 의거해 여러 항목에 따라 기업들을 평가하게 되는데 이 때 기준이 되는 평가기준을 스코어 카드라 한다. 중소 기업들을 스코어 카드 측정에서 제외되나 비즈니스 파트너, 공급 업체, 서비스 제공자의 선택에 있어서는 흑인 경제권 강화제도의 규제를 받는다.

## 목적
아파르트헤이트로 인한 인종간의 소득 격차와 빈부격차를 완화하고 과거의 불균형을 시정하여 남아프리카 공화국의 지속 가능 발전과 번영을 달성하는 것을 목표로 한다. 흑인 경제권 강화 제도는 1994년까지 남아프리카 공화국의 사회에서 취약계층이었던 흑인이 경제영역에서 광범위하게 활동할 수 있도록 국가가 제도적으로 보장한다. 다음 항목은 흑인 경제권 강화제도에서 법적으로 보장하는 내용이다:
- 기업의 소유
- 관리 및 제어
- 피고용인의 평등
- 개발 기술
- 우선적 구매
- 기업 개발
- 사회 경제적 개발
- 중소기업 규제

## 대상
남아프리카 공화국에서 아파르트헤이트에 의해 차별 받았던 흑인, 혼혈, 아시아인을 대상으로 한다.

## 비평
흑인 경제권 강화 제도는 사회적 차별 대상이었던 흑인이 경제주류로 성장할 수 있도록 도와준다는 의의를 갖지만 비평가들을 흑인 경제권 강화 제도는 취업의 주요 결정 요인에서 인종이 지원자의 순수 자격보다 우선되시는 점을 들어 이는 백인에게 역차별이 될 수 있다고 주장한다. 실제로 남아프리카공화국에서는 이 정책의 실행으로 인해 백인 빈민촌이 생겨났다.

## 같이 보기
- 남아프리카 공화국의 경제